# Melanoplus pygmaeus
Melanoplus pygmaeus is een rechtvleugelig insect uit de familie veldsprinkhanen (Acrididae). De wetenschappelijke naam van deze soort is voor het eerst geldig gepubliceerd in 1915 door Davis.